# César Almirón
César Almirón (Tebicuary, Paraguay 6 de agosto de 2001) es un velocista paraguayo que compite en las categorías de 100 y 200 metros.

## Biografía
Nació en el municipio de Tebicuary del departamento de Guairá en una familia humilde. Se inició en el deporte con la intención de convertirse en futbolista profesional . A los 15 años fue reclutado por el Club Libertad en las ligas inferiores y en 2019 se transfirió al club Guaireña FC del cual quedó excluido debido al advenimiento de la pandemia COVID-19 que causó la suspensión de las ligas formativas de la Asociación Paraguay de Fútbol. En consecuencia, empezó a practicar atletismo por recomendación de su padre. En 2021, dos años después, batió el récord de velocidad nacional en las pruebas de 100 y 200 metros.
Compitió en los 100 metros en el Campeonato Mundial de Atletismo en Estados Unidos 2022. Ganó la medalla de plata en los 4x100m con relevos en los Juegos Sudamericanos de Octubre 2022 en Asunción, Paraguay. Terminó tercero pero fue elevado a medalla de plata en los 200 metros del Campeonato Sudamericano en Sao Paulo en 2023, completando 20.49 segundos y detrás de Issam Asinga quien posteriormente fue privado de su medalla de oro por dopaje. En el mismo campeonato consiguió la medalla de plata en los 4x100m con relevos.
En Cochabamba, Bolivia en junio de 2024 redujo sus tiempos récords nacionales de 100m y 200m a 10,19 segundos y 20.41 segundos respectivamente. Compitió en los 200 metros en los Juegos Olímpicos de Verano 2024 donde fue descalificado por una infracción de calle en el repechaje para acceder a las semifinales.